# Освіта в Боярці
У місті Боярці Київської області діє розгалужена система навчальних закладів дошкільної, шкільної та вищої освіти.

## Заклади вищої освіти
| Назва                                                                        | Адреса                               | Веб-сайт           |
| ---------------------------------------------------------------------------- | ------------------------------------ | ------------------ |
| Відокремлений структурний підрозділ "Боярський фаховий коледж НУБіП України" | м. Боярка, вул. Сільгосптехнікум, 30 | http://bkeipr.com/ |

## Загальноосвітні заклади
| Назва                                         | Адреса                     | Особистий сайт                                                             |
| --------------------------------------------- | -------------------------- | -------------------------------------------------------------------------- |
| Школа № 1                                     | вул. М. Лисенка, 11/23     | https://web.archive.org/web/20101221031709/http://www.boyarka-sch1.org.ua/ |
| Боярський академічний ліцей ім. Є. Коновальця | вул. М. Грушевського, 49   | https://web.archive.org/web/20110626102850/http://boyarka-shkola.com.ua/   |
| Боярський академічний ліцей "Лідер"           | вул. П. Сагайдачного, 62   | http://boyarskaschool3.at.ua/                                              |
| Боярський академічний ліцей "Інтелект"        | вул. Шкільна, 28           | http://boyarka-school4.edukit.kiev.ua                                      |
| Боярський академічний ліцей "Престиж"         | вул. Б. Хмельницького, 57а |                                                                            |
| Боярський академічний ліцей "Гармонія"        | вул. І. Котляревського, 7  | http://www.gymnasium.kiev.ua/                                              |

## Дошкільні навчальні заклади
| Назва                  | Адреса                     |
| ---------------------- | -------------------------- |
| ЗДО "Лісова казка" БМР | вул. Хрещатик, 74          |
| ЗДО "Казка" БМР        | вул. Дачна, 38             |
| ЗДО "Даринка" БМР      | вул. П. Сагайдачного, 34   |
| ЗДО "Берізка" БМР      | вул. Київська, 17          |
| ЗДО "Джерельце" БМР    | вул. Є. Коновальця, 27а    |
| ЗДО "Котигорошко" БМР  | вул. І. Котляревського, 3а |
| ЗДО "Спадкоємець" БМР  | вул. Молодіжна, 78         |